# Arthroleptis taeniatus
Arthroleptis taeniatus Boulenger, 1906 è un anfibio anuro, appartenente alla famiglia degli Artroleptidi.

## Distribuzione e habitat
Si trova nel sud del Camerun, in Guinea Equatoriale, in Gabon, nel sud-ovest della Repubblica Centrafricana e nella Repubblica Democratica del Congo occidentale. Probabilmente è presente anche nella Repubblica del Congo.